# Oludamola Osayomi
Oludamola Osayomi (née le 26 juin 1986 à Ilesha) est une athlète nigériane spécialiste du 100 m et du 200 m.

## Carrière
Elle est plusieurs fois championne d'Afrique sur les épreuves de sprint des championnats continentaux 2008 et 2010. Elle est également médaillée de bronze olympique avec le relais 4 × 100 m féminin nigérian aux Jeux Olympiques 2008.
En 2010, Oludamola Osayomi remporte la finale du 100 m des Jeux du Commonwealth de New Delhi mais fait l'objet d'un contrôle positif à la méthylhexanamine. Elle est par conséquent déchue de sa médaille d'or au profit de la concurrente de Saint-Vincent-et-les-Grenadines, Natasha Mayers.

## Palmarès
| Date | Compétition                    | Lieu        | Résultat | Discipline | Temps       |
| ---- | ------------------------------ | ----------- | -------- | ---------- | ----------- |
| 2004 | Jeux olympiques                | Athènes     | 7e       | 4 × 100 m  | 43 s 42     |
| 2005 | Championnats du monde          | Helsinki    | 7e       | 4 × 100 m  | 43 s 25     |
| 2007 | Championnats du monde          | Osaka       | 8e       | 100 m      | 11 s 26     |
| 2007 | Jeux africains                 | Alger       | 1re      | 100 m      | 11 s 20     |
| 2007 | Jeux africains                 | Alger       | 1re      | 200 m      | 23 s 21     |
| 2007 | Jeux africains                 | Alger       | 2e       | 4 × 100 m  | 43 s 85     |
| 2008 | Championnats du monde en salle | Valence     | 6e       | 60 m       |             |
| 2008 | Championnats d'Afrique         | Addis-Abeba | 1re      | 100 m      | 11 s 22     |
| 2008 | Championnats d'Afrique         | Addis-Abeba | 3e       | 200 m      | 22 s 83     |
| 2008 | Championnats d'Afrique         | Addis-Abeba | 1re      | 4 × 100 m  | 43 s 79     |
| 2008 | Jeux olympiques                | Pékin       | 2e       | 4 × 100 m  | 43 s 04     |
| 2010 | Championnats d'Afrique         | Nairobi     | 3e       | 100 m      | 11 s 22     |
| 2010 | Championnats d'Afrique         | Nairobi     | 1re      | 200 m      | 23 s 36     |
| 2010 | Championnats d'Afrique         | Nairobi     | 3e       | 4 × 100 m  | 43 s 45     |
| 2010 | Coupe continentale             | Split       | 3e       | 4 × 100 m  | 43 s 88     |
| 2011 | Championnats du monde          | Daegu       | 5e       | 4 × 100 m  | 42 s 93     |
| 2011 | Jeux africains                 | Maputo      | 1re      | 100 m      | 10 s 90 (w) |
| 2011 | Jeux africains                 | Maputo      | 1re      | 200 m      | 22 s 86     |
| 2011 | Jeux africains                 | Maputo      | 1re      | 4 × 100 m  | 43 s 34     |
| 2012 | Championnats d'Afrique         | Porto-Novo  | 1re      | 4 × 100 m  | 43 s 21     |
| 2012 | Jeux olympiques                | Londres     | 4e       | 4 × 100 m  | 42 s 64     |

## Records personnels
- 60 m - 7 s 19 (2008)
- 100 m - 10 s 99 (+1,8 m/s) (22 mai 2011)
- 200 m - 22 s 74 (+0,2 m/s) (3 juillet 2008)